# Kościół św. Jana Chrzciciela w Międzyrzeczu
Kościół pw. św. Jana Chrzciciela w Międzyrzeczu – rzymskokatolicki kościół parafialny w Międzyrzeczu, w województwie lubuskim. Należy do dekanatu Pszczew, diecezji zielonogórsko-gorzowskiej.

## Historia
Jest to jedyny zachowany zabytek sakralnej architektury gotyckiej w mieście. Świątynię zbudowano po zniszczeniu miasta przez wojska Macieja Korwina w 1474 roku i najpewniej główne prace budowlane przeprowadzono na przełomie XV i XVI wieku. Najwcześniej zbudowano prezbiterium z zakrystią. Następnie powstała nawa, a zakrystię nadbudowano o piętro. 
W 1520 roku kościół został uszkodzony przez wojska zaciężne Brandenburczyków i wtedy też zawaleniu uległa wschodnia część sklepienia. 
W 1554 roku pojawiła się wzmianka, że kościół jest w posiadaniu protestantów i stan ten trwał do 1604 roku, gdy nastąpiła jego rekoncyliacja. W 1835 roku wzniesiono nową drewnianą wieżę. Po 1856 roku przelicowano cegłą maszynową większość murów i wprawiono nowe maswerki oraz zbudowano nową kruchtę północną.

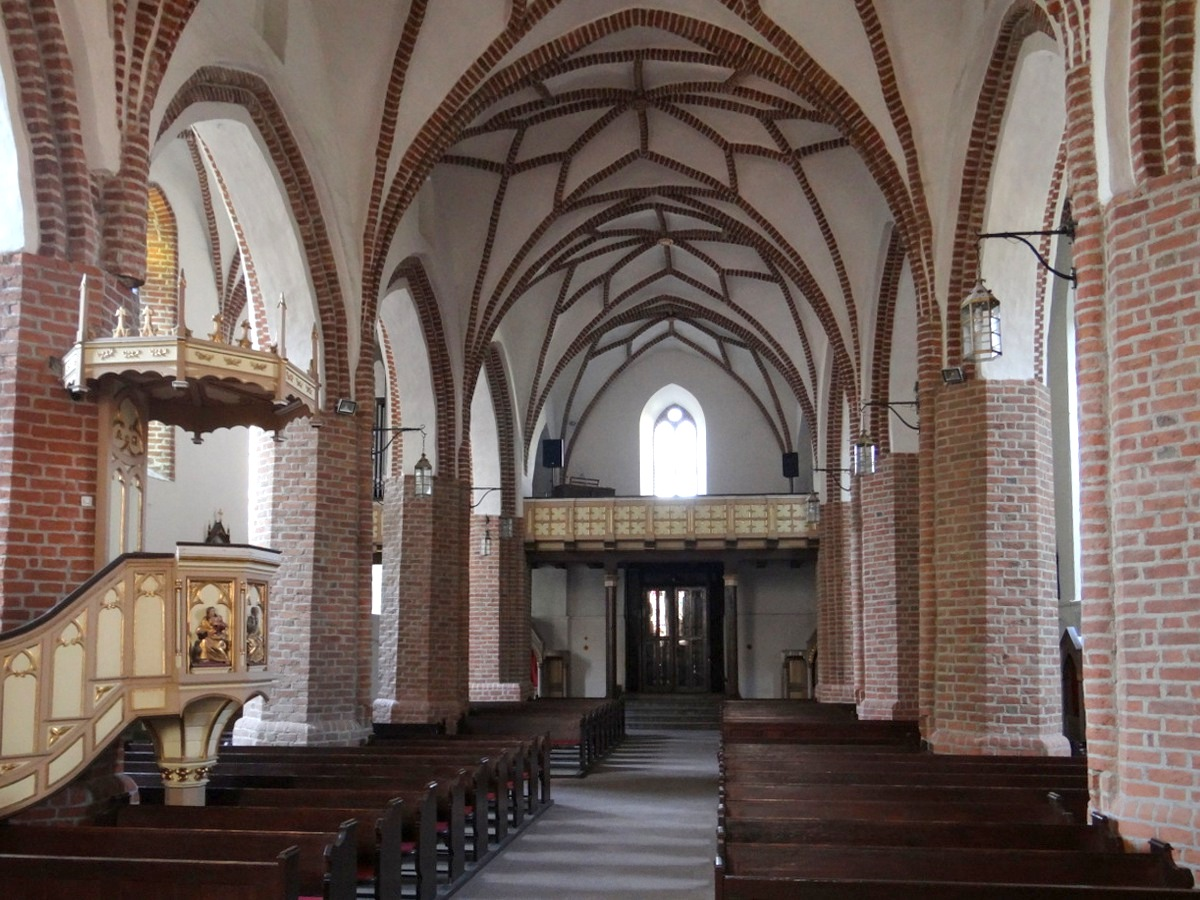
Wnętrze świątyni

## Architektura
Budowla reprezentuje styl gotycki, jest murowana, oskarpowana, posiada szczyty bogato zdobione blendami. Wnętrze kościoła jest halowe, posiada trzy nawy i pięć przęseł. Prezbiterium otrzymało w 1545 roku renesansowy wystrój malarski z fundacji jednego ze starostów międzyrzeckich. Forma kościoła był wzorem dla kościołów farnych w Wągrowcu i Wronkach.

## Wyposażenie
Ołtarz główny został wykonany w 1962 roku przez Czesława Woźniaka. W 1965 roku ten sam autor wykonał nową chrzcielnicę. W 1966 roku wykonał również ołtarze boczne św. Jana Chrzciciela oraz ołtarz Pięciu Braci Międzyrzeckich. W tym samym roku zostało odlane w brązie tabernakulum przez Brzezińskiego z Poznania oraz został wykonany relikwiarz przez Tyrana z Poznania. Został również odlane dwa nowe dzwony, na których mieszczą się podobizny Pięciu Braci Międzyrzeckich oraz ich imiona, a z tyłu jest umieszczony napis 966-1966r. W 1962 roku w odsłoniętych oknach zostały umieszczone dwa nowe witraże, wykonane w Poznaniu, w pracowni Powalisz.